# Азаревич Дмитро Іванович
Дмитро Іванович Азаревич (1848 — 1912 або 1920) — юрист, історик римського и візантійського права.

## Біографія
Народився в Могилевській губернії в родині професора законознавства Горигорецького землеробського інституту. Спочатку навчався в петербурзькій школі Святої Анни, потім — у 3-й гімназії, яку закінчив із золотою медаллю. У 1870 році закінчив юридичний факультет Петербурзького університету, отримавши золоту медаль за випускний твір «Про договор доручення». Був залишений при університеті стіпедіатом для підготовки до професорського звання на кафедрі римського права; 1872 року захистив магістерську дисертацію «Про відмінність між опікою і піклуванням за римським правом» і був відправлений 1873 року за кордон.
Після повернення до Росії, з 1876 року був екстраординарним професором у ярославському Демидівському юридичному ліцеї. У лютому 1876 року представив у Московському університеті докторську дисертацію «Патриції та плебеї в Римі», яка була піддана суворій критиці, в той час доцентом — С. А. Муромцевим. У 1877 році захистив в одеському Новоросійському університеті докторську дисертацію «Прекарій за римським правом», за яку отримав ступінь доктора цивільного права. У травні 1882 року перейшов у званні ординарного професора в Новоросійський університет; потім, у квітні 1887 року, призначений професором Варшавського університету по кафедрі цивільного судоустрою та судочинства. У 1890-і роки додатково став читати римське право.
Дослідження Д. І. Азаревича стосувалися трьох напрямків: патриції і плебеї в Стародавньому Римі, користування землею в римському праві, християнство в античному світі. Він дотримувався культурно-історичного погляду на історію, відкидав авторитети та загальноприйняті теорії римського права, наполегливо висуваючи власні теорії, які часто різко критикували опоненти.
Писав юридичні статті та рецензії в журнали «Російський вісник» і «Журнал цивільного і кримінального права».

## Твори
- Патриции и плебеи в Риме : Историко-юрид. исследование : В 2-х т. / Д. И. Азаревич. — СПб.: Тип. т-ва «Общественная польза», 1875.
- История византийского права / Д. И. Азаревич. Ч. 1—2. — Ярославль: Тип. Г. В. Фальк, 1876–1877. — 118 с.
- Брачные элементы и их значение. — Ярославль, 1879.
- Античный мир и христианство / Д. И. Азаревич. — Ярославль: Тип. Г. В. Фальк, 1880. — 85 с.
- Система римского права. — Т. I. — СПб., 1887; Т. II. — Варшава, 1888; Т. III. — Варшава, 1889.